# Sharkula
Pour plus de détails, voir Fiche technique et Distribution.
Sharkula est un film d'horreur américain réalisé par Mark Polonia et sorti en 2022. C’est un film de série B, appartenant au genre surnommé sharksploitation.

## Synopsis
Sharkula mélange l’intrigue de Dracula avec celle du film Les Dents de la mer. Le célèbre vampire Dracula, traqué et presque tué par les humains, tombe à la mer et sombre au fond marin. Mais comme c'est dans des eaux infestées de requins, il se réincarne en un requin vampire. Il contamine les autres grands requins blancs de la région, et sème la terreur dans une communauté de touristes. Les hommes débutent alors une chasse au requin maudit, mais Dracula est aidé par de nouveaux vampires, déterminés à le voir survivre,.

## Distribution
- James Kelly : John
- Tim Hatch : Arthur
- Jeff Kirkendall : Dracula
- Jamie Morgan : Mina
- Kyle Rappaport : Renfield
- Natalie Himmelberger : la petite amie de Reggie
- Titus Himmelberger : Reggie
- Michael Korotitsch : homme ivre
- Sarah Duterte	: la victime de kidnapping
- Yolie Canales : gangster
- Matina Steiner : femme effrayée
- Mark Polonia : gangster[1]

## Sortie
La sortie du film au Canada est prévue au début de l’été 2022, en juin.
La date de sortie en France de Sharkula n'est pas encore connue. Le film devrait sortir en VàD.